# Galaxy 18
O Galaxy 18 (G-18) é um satélite de comunicação geoestacionário construído pela Space Systems/Loral (SS/L). Ele está localizado na posição orbital de 123 graus de longitude oeste e é operado pela Intelsat. O satélite foi baseado na plataforma LS-1300 e sua expectativa de vida útil é de 15 anos.

## Lançamento
O satélite foi lançado com sucesso ao espaço no dia em 21 de maio de 2008 às 09:43 UTC, por meio de um veículo Zenit-3SL a partir da plataforma de lançamento marítima da Sea Launch, a Odyssey. Ele tinha uma massa de lançamento de 4.642 kg.

## Capacidade e cobertura
O Galaxy 18 é e equipado com 24 transponders em banda Ku e 24 em banda C para fornecer televisão e dados avançada em toda a América do Norte.